# سالم سعيد سالم
سالم سعيد سالم (مواليد 25 يناير 1993، لاعب كرة قدم إماراتي يجيد اللعب في الهجوم .
مثل أندية الوحدة والظفرة في الفئات السنية ولعب مع أندية بني ياس والظفرة و الإمارات والحمريه و العروبة و دبا الحصن و الجزيرة الحمراء.

## روابط خارجية
- سالم سعيد سالم على موقع Soccerway.com (الإنجليزية)